# Фёллинг, Ивар Асбьёрн
Ивар Асбьёрн Фёллинг (норв. Ivar Asbjørn Følling; 23 августа 1888, Стейнхьер — 24 января 1973) — норвежский медик и биохимик, открыл фенилкетонурию.

## Биография
Фёллинг родился в крестьянской семье в городке Стейнхьер 23 августа 1888 года. В 1916 году окончил Норвежский технологический институт в Тронхейме как химик, а затем в 1922 году медицинский факультет Университета Осло. Стажировался в Дании, Великобритании, Австрии и США, с 1932 года занимал различные исследовательские должности в медицинских учреждениях Норвегии.
В 1934 году, исследовав двух детей с развивающейся умственной отсталостью, открыл фенилкетонурию, известную в Норвегии как Болезнь Фёллинга.
В 1958 вышел на пенсию, а 24 января 1973 года скончался.

## Награды
- Кавалер I класса ордена Святого Олафа (1958)
- Премия Андерса Яре по медицине[норв.] (1960)
- Медаль Гуннеруса[англ.] (1966)